# Hans Ekkehard Bob
Hans Ekkehard Bob (Friburgo, 24 de janeiro de 1917 — Friburgo, 12 de agosto de 2013) foi um oficial alemão que serviu na Luftwaffe durante a Segunda Guerra Mundial. Foi condecorado com a Cruz de Cavaleiro da Cruz de Ferro.

## Condecorações
| Cruz de Ferro 2ª Classe                               |
| Cruz de Ferro 1ª Classe                               |
| Cruz de Cavaleiro da Cruz de Ferro 7 de março de 1941 |